# Square Flandres (stacja metra)
Square Flandres – stacja metra w Lille, położona na linii 1. Znajduje się w Lille, w dzielnicy Hellemmes-Lille i obsługuje cmentarz Hellemmes.
Została oficjalnie otwarta 25 kwietnia 1983 przez ówczesnego prezydenta Republiki Francuskiej François Mitterranda, pod nazwą Lezennes.